# Vrhpeč
Vrhpeč – wieś w Słowenii, w gminie Mirna Peč. W 2018 roku liczyła 83 mieszkańców.